# Piriyapatna
Piriyapatna là một thị xã panchayat của huyện Mysore thuộc bang Karnataka, Ấn Độ.

## Địa lý
Piriyapatna có vị trí 12°20′B 76°06′Đ / 12,34°B 76,1°Đ Nó có độ cao trung bình là 844 mét (2769 feet).

## Nhân khẩu
Theo điều tra dân số năm 2001 của Ấn Độ, Piriyapatna có dân số 14.922 người. Phái nam chiếm 51% tổng số dân và phái nữ chiếm 49%. Piriyapatna có tỷ lệ 67% biết đọc biết viết, cao hơn tỷ lệ trung bình toàn quốc là 59,5%: tỷ lệ cho phái nam là 72%, và tỷ lệ cho phái nữ là 61%. Tại Piriyapatna, 11% dân số nhỏ hơn 6 tuổi.